# Demetrio Progoni
Demetrio Progoni (in albanese Dhimitër Progoni; XII secolo – 1215 o 1216) è stato un principe albanese che governò dal 1208 fino alla sua morte il Principato di Arbanon, il primo stato albanese.
Fu successore e fratello di Gjin Progoni, entrambi figli di Progon di Kruja. Dopo il crollo dell'Impero bizantino nella quarta crociata, riuscì a garantire l'indipendenza di Arbanon e la sua massima estensione. Per gran parte del suo governo fu in lotta con la Repubblica di Venezia, Zeta di Đorđe Nemanjić e successivamente il Despotato d'Epiro e, inversamente, mantenne buoni rapporti con i loro rivali, la Repubblica di Ragusa, e in un primo momento Stefano Prvovenčani, con la cui figlia Komnena si sposò. L'iscrizione Gëziq trovata nella chiesa cattolica di Ndërfandë (l'odierna Gëziq) mostra che alla fine della sua vita era di fede cattolica. Nei documenti latini dell'epoca, è spesso designato come princeps Arbanorum e nei documenti bizantini come megas archon e più tardi come Panhypersebastos. Sotto la crescente pressione del Despotato dell'Epiro, la sua morte intorno al 1216 segna la fine dell'Arbanon come Stato e l'inizio di un periodo di autonomia fino a quando il suo ultimo sovrano, Golem di Kruja, non si unì all'Impero di Nicea. L'annessione ha scatenato la ribellione di Arbanon nel 1257. Non aveva figli per continuare la sua dinastia, ma la sua ricchezza e una parte del suo dominio a Mirdita passarono, dopo la morte di Dimitri, al nipote minorenne Progon (figlio di Gjin), che chiamò protosevastos. La famiglia Dukagjini, apparsa in documenti storici 70 anni dopo nella stessa regione, potrebbe essere stata parente o diretta discendente dei Progoni.
Nella documentazione storica, Demetrio Progoni è il primo sovrano a chiamarsi Principe degli Albanesi e il primo a identificare il suo dominio come Principatum Albaniae (Principato di Albania / Arbanon). Molti successivi governanti feudali dell'Albania avrebbero rivendicato lo stesso titolo e presentato il loro governo come la continuazione di questo Stato. Il primo a farlo fu Carlo I d'Angiò che cercò di legittimare il Regno d'Albania come stato discendente del Principato di Arbanon circa 60 anni dopo, nel 1272.

## Contesto storico
Progon di Croia, padre di Dhimitër Progoni formò il primo Stato albanese durante il Medioevo. Poco si sa dell'archon Progon che governò Croia e i suoi dintorni almeno durante il periodo tra il 1190 e il 1198. Il castello di Croia e altri territori rimasero in possesso della famiglia Progon, e a Progon successero i suoi figli Gjin, e in seguito Demetrio. Prima del 1204, Arbanon era un principato autonomo dell'Impero bizantino. La caduta dell’Impero bizantino nel 1204 ebbe due principali conseguenze politiche per la regione dell'Albania. Il primo era che la sovranità bizantina si era sgretolata, il che ha permesso ai governanti locali di cercare l'indipendenza; la seconda era che, in base agli accordi sulla spartizione dell'Impero bizantino, il controllo dell'Albania era stato assegnato alla Repubblica di Venezia. In questo contesto geopolitico, Dhimitër Progoni assunse il potere nel 1207-08. Nelle fonti primarie del periodo, è per lo più indicato come Demetrius (Demetrius, Progoni archontis filius et successor) o Demetrio Progoni.

## Regno

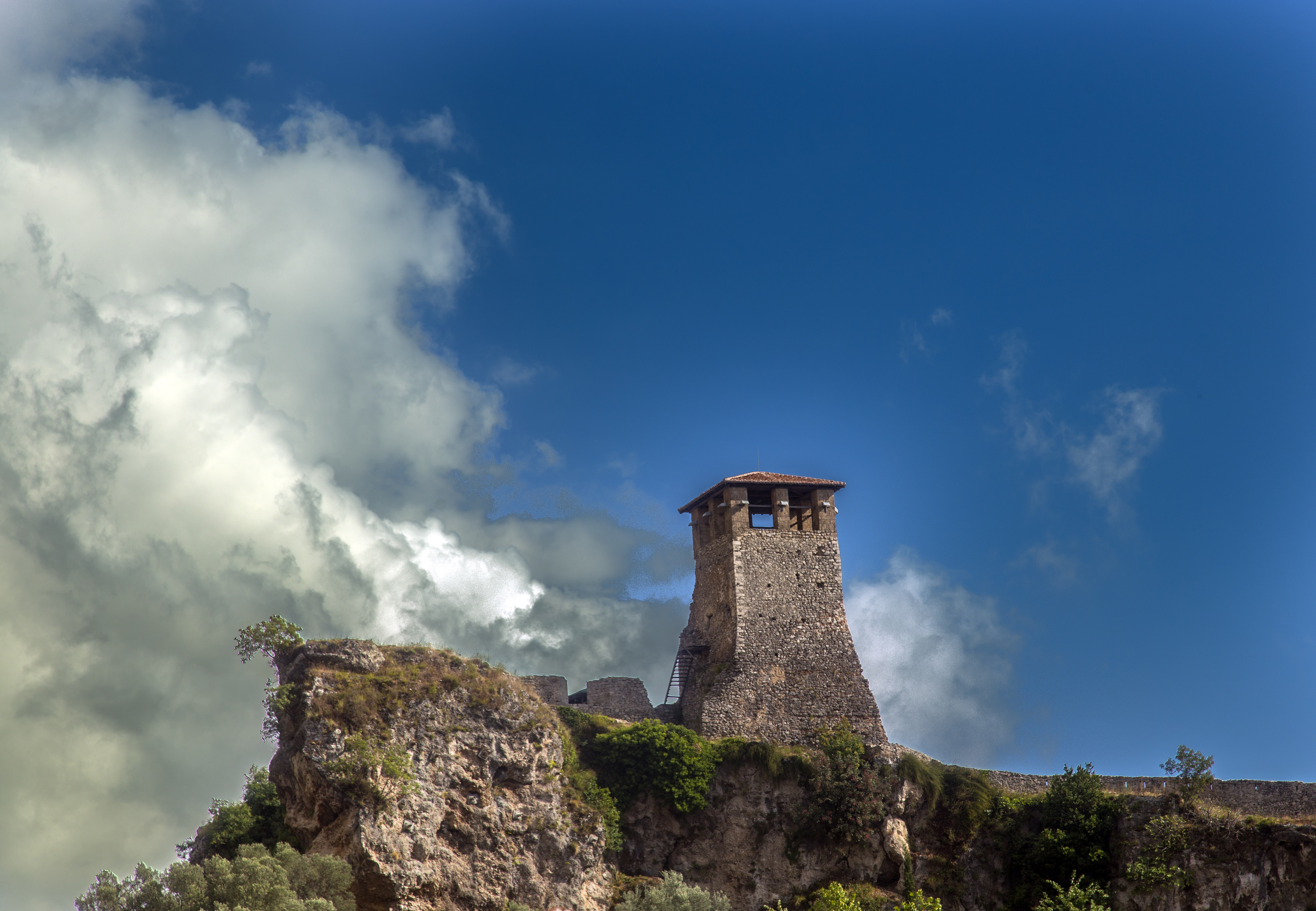
Kruja e la sua fortezza erano il centro del Principato di Arbanon

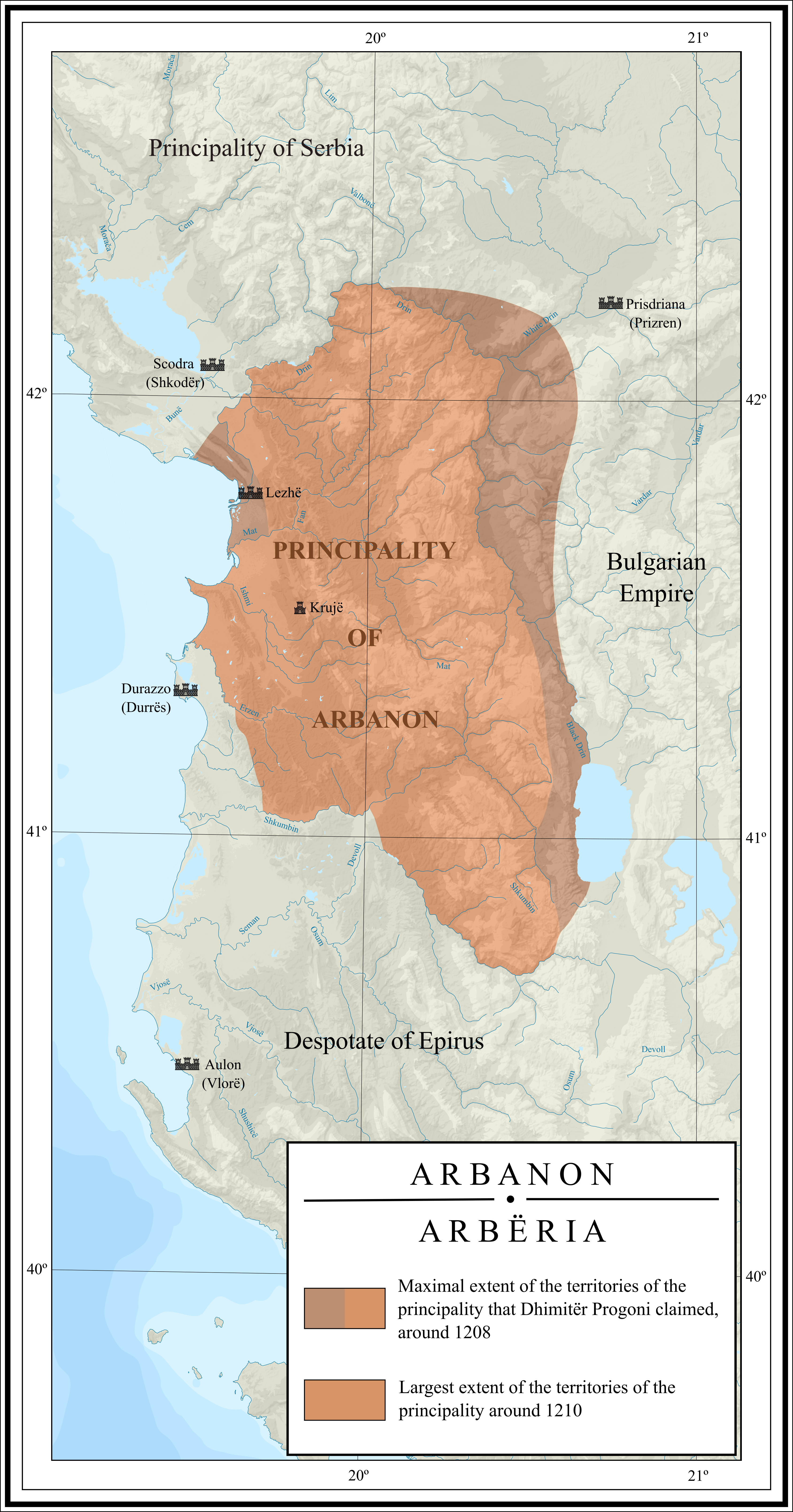
Massima estensione di Arbanon e rivendicazioni di Dhimitër Progoni

Fin dall'inizio del suo governo, Progoni cercò di creare alleanze in politica estera al fine di preservare la sovranità di Arbanon contro le minacce esterne, le più importanti delle quali furono, per gran parte del suo regno, la Repubblica di Venezia e più tardi il Despotato dell'Epiro. Nel 1208-09, considerò per la prima volta la conversione al cattolicesimo dall'Ortodossia orientale per ottenere sostegno contro i suoi rivali veneziani. Poiché a Venezia erano stati concessi i diritti di controllo dell'Albania, la conversione al cattolicesimo avrebbe annullato le rivendicazioni veneziane sul territorio controllato da un altro Stato cattolico, il Principato di Arbanon. Lo avrebbe anche protetto dall'espansione da parte di Stati successori post-bizantini come il Despotato dell'Epiro. Nella sua corrispondenza epistolare con Papa Innocenzo III, Progoni in qualità di capo degli iudices di Arbanon, i quali si dichiararono come suoi seguaci, chiese al Papa di inviare missionari per diffondere il cattolicesimo nella sua terra. Il Papa ha risposto che Nicolaus, l'arcidiacono cattolico di Durazzo, era stato incaricato di fare i preparativi per la missione. Poco dopo, però, Demetrio ha interrotto la conversione in quanto non lo considerava più importante, infatti aveva sconfitto Đorđe Nemanjić, un vassallo veneziano che confinava a nord, e quindi si sentiva meno minacciato da Venezia. Nemanjić aveva precedentemente promesso il sostegno militare a Venezia se Progoni avesse attaccato il territorio veneziano, in un trattato firmato il 3 luglio 1208. Si era anche assicurato un matrimonio con Komnena Nemanjić, figlia di Stefan Nemanjić, rivale di Đorđe Nemanjić e nipote dell'ultimo imperatore bizantino Alessio III Angelos. In questo contesto, a causa della relazione della sua consorte con la famiglia imperiale bizantina, fu riconosciuto con il titolo di panhypersevastos. Dopo la morte dell'arcivescovo cattolico di Durazzo, i veneziani e Progoni - ciascuno nei rispettivi territori - hanno sequestrato i beni della chiesa. Per le sue azioni contro i beni ecclesiastici, fu scomunicato. Ha usato il titolo princeps Arbanorum ("Principe degli Albanesi") per riferirsi a sé stesso ed è stato riconosciuto come tale da dignitari stranieri. Nella corrispondenza con Innocenzo III, il territorio da lui rivendicato come princeps Arbanorum era quello compreso tra Scutari, Prizren, Ocrida e Durazzo (regionis montosae inter Scodram, Dyrrachium, Achridam et Prizrenam sitae). In generale, Progoni ha portato il principato al suo apice. L'area controllata dal principato andava dalla valle del fiume Shkumbin alla valle del fiume Drin a nord e dal mare Adriatico al Drin Nero a est. Nei documenti latini, è stato indicato anche come iudex. Nei documenti bizantini, è intitolato come megas archon e dopo il consolidamento del suo governo come panhypersebastos.
In cerca di alleati, firmò anche un trattato con la Repubblica di Ragusa che consentiva il libero passaggio dei mercanti ragusani in territorio albanese. Nel 1210 fu firmato un accordo tra la Repubblica di Venezia e Michele I d'Epiro del Despotato dell'Epiro in base al quale Michele I sarebbe diventato un vassallo di Venezia, se la repubblica avesse riconosciuto le sue rivendicazioni sulla valle del fiume Shkumbin, un nucleo area di Arbanon. Nel 1212, Venezia consentì anche che il possesso del ducato costiero di Durazzo passasse a Michele e abbandonò il controllo diretto sull'Albania centrale. L'accordo ha avuto conseguenze disastrose per il principato, che circondato da forze ostili, sembra essere stato ridotto, alla fine della vita di Dhimitër Progoni, nell'area a nord di Shkumbin e a sud di Drin. La prova di questo periodo è stata fornita dall'iscrizione sulla base della Chiesa cattolica di Gëziq nel Ndërfandë vicino alla moderna Rreshen a Mirdita. L'iscrizione è scritta in latino ed è stata prodotta dopo la morte di Progoni. Essa mostra che Progoni, che era stato riaccettato nella Chiesa cattolica, aveva fornito fondi per la costruzione della chiesa, la quale sarebbe stata progettata per diventare la sede della Diocesi di Albania o una nuova diocesi al centro del suo dominio rimanente. Ciò è indicato dal fatto che la nuova chiesa fu costruita sul sito di una chiesa più antica dedicata a Santa Maria, ma Progoni dedicò la nuova chiesa a Shën Premte, il santo patrono di Arbanum. Aveva mantenuto la semi-indipendenza di quest'area in virtù di un accordo in cui accettava l'alta sovranità di Zeta e in cambio i governanti di Zeta non si facevano coinvolgere negli affari interni della regione. Nell'iscrizione, che serve anche come ultima volontà di Progoni, la chiesa è dedicata al suo popolo (nationi obtulit) e il suo successore fu designato Progon - figlio di Gjin Progoni - come protosevastos.

## Morte ed eredità

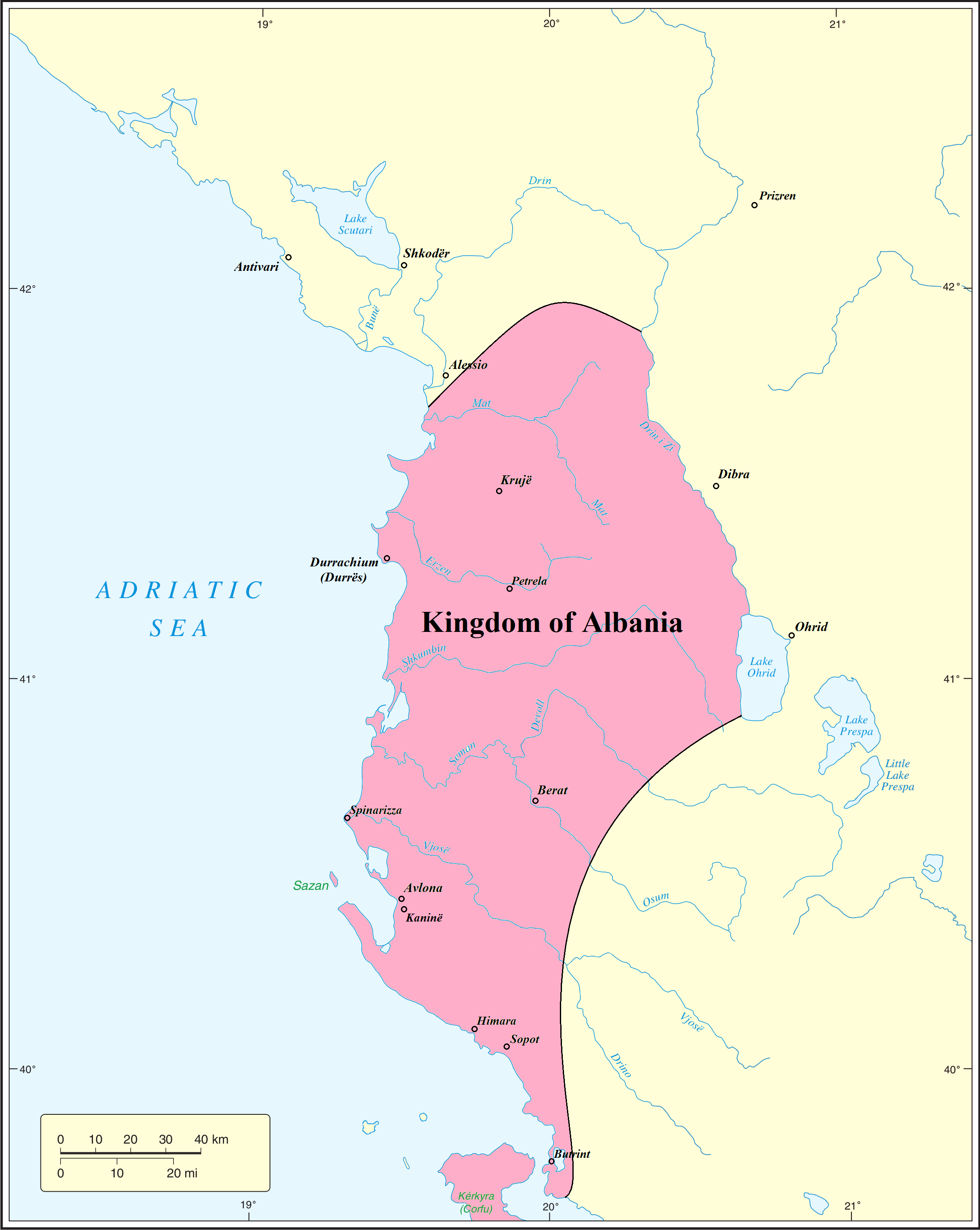
Il Regno d'Albania, circa 70 anni dopo la morte di Progoni, fu affermato di essere uno stato successore da Carlo I d'Angiò

Morì intorno al 1215-16. Sua moglie, subito dopo, si sposò con Gregory Kamonas che aveva bisogno del matrimonio per legittimare la successione di potere. Dopo aver preso il controllo di Kruja, rafforzando le relazioni con il Gran Principato di Serbia, il quale si era indebolito dopo un assalto slavo a Scutari. Komnena ebbe una figlia con Kamonas che sposò Golem, il quale continuò a governare come sovrano semi-indipendente in Arbanon sotto Teodoro I del Despotato dell'Epiro (fino al 1230) e poi Ivan Asen II di Bulgaria fino alla sua morte nel 1241. Oscillò poi tra Doukas e Nicea fino a quando fu finalmente annesso dai Nicei nella fase di ricostituzione dell'Impero bizantino nel 1252-56. Gli eventi provocarono la ribellione di Arbanon nel 1257. Il Principato di Arbanon è il primo stato albanese emerso nel Medioevo. Sotto Progoni raggiunse la sua massima estensione. Progoni è stato il primo a usare i termini Princeps Arbanorum e Princeps Albaniae. L'eredità di un centro di potere locale e indipendente in Albania è stata utilizzata dai futuri governanti per legittimare il loro potere presentando i loro regni come i suoi successori. Il primo a farlo fu Carlo I d'Angiò con la creazione del Regno d'Albania circa 70 anni dopo. Nella storiografia albanese, il suo tentativo è stato valutato negativamente come una "invenzione angioina" che ha cercato di trasformare l'Albania in una base armata per le campagne angioine in contrasto con il Principato di Arbanon, che era un tentativo di unificazione locale e indipendenza dai bizantini.
Progoni non aveva figli. Il suo successore fusuo nipote, Progon. Il dominio di questo Progon nell'area di Mirdita, le molte somiglianze tra l'emblema della famiglia Progoni nell'iscrizione Gëziq e lo stemma della famiglia Dukagjini successiva e l'affermarsi dei Dukagjini come i signori ereditari di Ndërfandë e dell'abbazia di Gëziq, ha portato gli storici a considerare che i due clan potessero essere imparentati o addirittura che i Dukagjini fossero discendenti del Progoni tramite protosevastos Progon.
Il collegamento della chiesa di Ndërfandë con la Diocesi di Arbanum e di conseguenza con il territorio di Arbanon portò a successive controversie. I Dukagjini che detenevano i diritti ereditari sulla regione, avevano il controllo effettivo dell'abbazia. Gjon Kastrioti, che deteneva il controllo del territorio della diocesi di Arbanum, sosteneva che l'abbazia dovesse passare nel suo territorio. La controversia fu risolta con la mediazione del Papato, che la trasferì alla diocesi di Lezhë che si era formata nel XV secolo e faceva de jure parte delle terre di Dukagjini.